# Вівіян Голланд
Вівіян Голланд (англ. Vyvyan Holland), при народженні Вівіян Оскар Бересфорд Вайлд (англ. Vyvyan Oscar Beresford Wilde; 3 листопада 1886, Челсі — 10 жовтня 1967, Лондон) — англійський письменник і перекладач. Син Оскара Вайлда та Констанс Ллойд, брат Сиріла Голланда, батько Мерліна Голланда.

## Біографія
Народився 3 листопада 1886 року в Лондоні. Оскар Вайлд запропонував Джону Раскіну стати хрещеним батьком хлопця, але той відмовив через свій поважний вік. Зрештою, хрещеним батьком Вівіяна став британський художник Мортімер Менпес. Згідно з автобіографією Вівіяна Голланда, «Син Оскара Вайлда» (1954), Оскар відзначився як люблячий батько для обох своїх синів і їхнє дитинство пройшло досить-таки щасливо. Однак, після судових процесів проти Вайлда та його увезення за «особливо непристойну поведінку», їхня мати, щоб віддалити свою сім'ю з центру суспільної уваги, змінила своє прізвище і прізвища своїх синів на Голланд. Вона також наполягла на тому, щоб Вайлд відмовився від своїх батьківських прав.
Невдовзі вона разом із синами переїхала до Швейцарії та віддала їх до англомовної школи-інтернату в Німеччині, але Вівіяну там не подобалося, тому згодом, з погляду також на безпекові питання, Вівіян протягом деякого часу навчався у єзуїтській школі в Монако. Прийнявши католицьку віру, хлопець почав навчання у Коледжі Стоунігерст в Англії, також єзуїтській школі. Його брат, однак, продовжив навчатися у німецькій школі.
Після смерті Констанс у 1898 році, її родичі вдалися до юридичної допомоги, щоб у такий спосіб унеможливити Оскару Вайлду зустріч з синами. Вайлд помер 1900 року.
У 1905–1907 роках Вівіян вивчав право у Триніті Голл, Кембридзького університету . 20 липня 1909 року разом із Робертом Россом був присутнім при перепохованні Оскара Вайлда на кладовищі Пер-Лашез у Парижі.
На двадцять другому році життя знову почав вивчати право та 1912 року став адвокатом. У цей час також почав писати вірші та оповідання.
1913 року одружився з Віолетою Марі Крейджі, яка померла 15 жовтня 1918 року у Вестмінстерській лікарні від зазнаних опіків тіла.
У 1914–1919 роках брав участь у Першій світовій війні. Демобілізований 27 липня 1919 року та нагороджений Орденом Британської імперії. Його брат, Сиріл Голланд, загинув від пострілу снайпера 9 травня 1915 року, під час битви за Фестюбер.
На початку Другої світової війни, йому запропонували посаду перекладача та редактора для «BBC», де він пропрацював шість років. У вересні 1943 року Вівіян Голланд одружився з австралійкою Дороті Телмою Гелен Безант, родичкою Анні Безант. 1945 року в них народився єдиний син Мерлін Голланд, який став видавцем та письменником. Він також досліджував життя і творчість Оскара Вайлда, видавши декілька книг про свого дідуся.
1947 року Голланд разом із дружиною поїхали до Австралії та Нової Зеландії, де Дороті читала лекції про модне вбрання в Австралії ХІХ століття. У 1948–1952 роках пара жила в Мельбурні.
По поверненні до Англії, в 1954 році Голланд опублікував автобіографію «Син Оскара Вайлда».
Помер 1967 року в Лондоні на вісімдесятому році життя.